# Circus Renz
Der Circus Renz war ein deutsches Zirkusunternehmen. Es wurde 1842 von Ernst Jakob Renz als Circus Olympic gegründet und bestand bis 1897. Das Unternehmen betrachtete 1846 als Gründungsjahr, denn es beging 1896 ein Jubiläumsjahr. Das Unternehmen verfügte über feste Bauten in Berlin, Hamburg, Bremen, Breslau, Wien und Kopenhagen, gab aber auch Gastspiele in zahlreichen Städten, u. a. in München, Köln, Frankfurt am Main und Paris.
Im 21. Jahrhundert gibt es inner- und außerhalb Deutschlands mehrere Zirkusunternehmen dieses Familiennamens, von denen der Circus Universal Renz, der 2013 Insolvenz anmeldete, die Circusshow Renz Manege, der niederländische Circus Herman Renz sowie der Circus Renz Berlin und der Circus Renz International die größten waren oder sind.

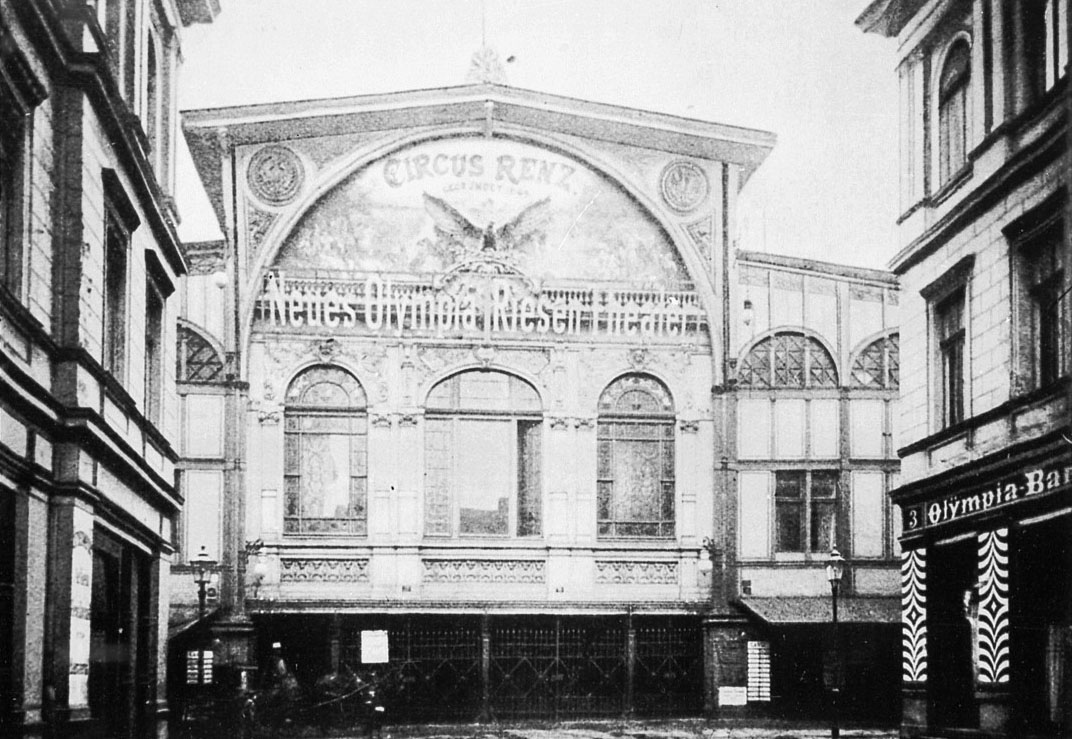
Ehemaliges Circus-Renz-Gebäude in Berlin-Mitte, 1898

## Stammhaus in Berlin

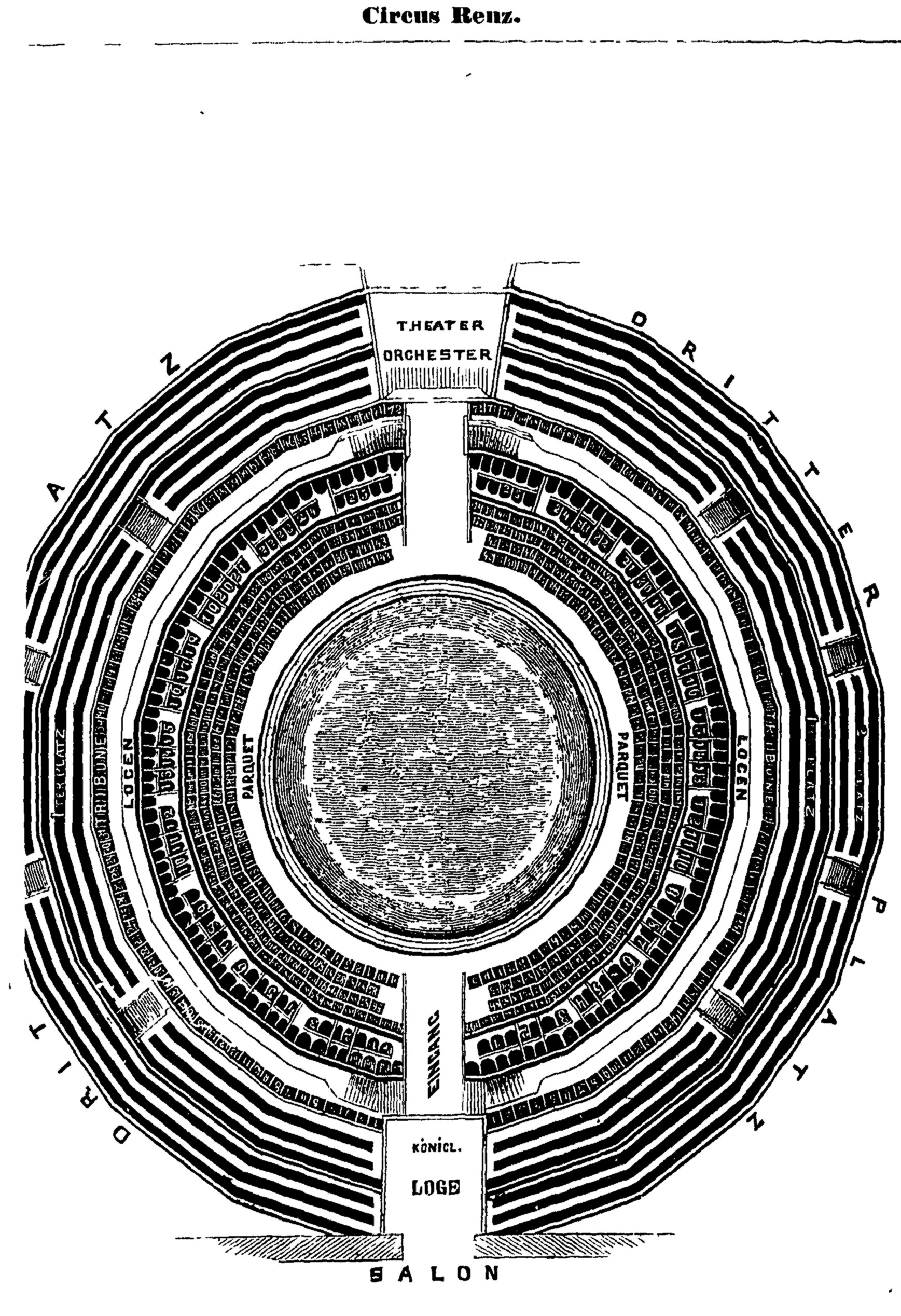
Grundrissplan Circus Renz, ca. 1878

1846 gastierte der Zirkus erstmalig in Berlin in der Königstädtischen Reitbahn, Sophienstraße 16. 1850 wurde er in Circus Renz umbenannt und spielte 1851/1852 in Berlin eine Saison in einem provisorischen Bau an der Charlottenstraße in der Berliner Friedrichstadt, bis dort 1852 ein Theaterneubau errichtet wurde. Der Circus Renz zog in den freigewordenen Zirkusbau in der Friedrichstraße 141a. Nachdem dieser 1853 abgebrannt war, gastierte Renz im Circus-Theater am Weinbergsweg. Renz ließ von dem Zimmermeister Otto ein neues Zirkusgebäude errichten, auch Otto’scher Zirkus genannt, in dem als besonderes Ereignis Johann Strauss (Sohn) am 25. Mai 1867 mit der Kapelle von Benjamin Bilse die Berliner Erstaufführung des Donauwalzers leitete. 1876 musste der Zirkus seinen Standort in der Friedrichstraße wegen des Baus des Bahnhofs Friedrichstraße verlassen. Als Übergangslösung konnte der Dönhoffplatz genutzt werden. Am 20. April 1879 bezog der Zirkus das ehemalige Gebäude der ersten Berliner Markthalle an der Friedrichstraße (seit 1891 Am Zirkus 1), dessen Zuschauerraum 1888 auf 5600 Plätze erweitert wurde.
Franz Renz übernahm 1892 die Leitung des Unternehmens, musste aber persönlich am 31. Juli 1897 aufgrund finanzieller Schwierigkeiten zurücktreten. Nun übernahmen Herman Haller und Bolossy Kiralfy das Haus und eröffneten nach einem erneuten Umbau den Betrieb Neues Olympia-Riesentheater. Am 28. Oktober 1899 gelangte der Zirkusbau an Albert Schumann (1858–1939), der darin bis 1918 seinen Circus Schumann betrieb.

## Circus Renz in Wien
1853 wurde in Wien in der Fuhrmannsgasse 419 (1862 in Zirkusgasse 44 umbenannt) für Ernst Renz von K. May und Franz Schebek ein Zirkusgebäude errichtet. Die Eröffnungsvorstellung fand am 18. Februar 1854 statt. Wegen verschärfter Brandschutzbestimmungen musste der Zirkus 1883 durch Oskar Laske senior (1842–1911) vollständig umgebaut werden. Unter Franz Renz musste der Zirkus 1897 schließen.

## Circus Renz in Breslau
1877 eröffnete Renz auch einen Zirkus in Breslau. Als Franz Renz den Zirkus 1897 schließen musste, übernahm der Circus Busch das Gebäude.

## Circus Renz in Budapest
1879 ließ Renz auch in Budapest einen Zirkus erbauen.

## Circus Renz in Kopenhagen
In Kopenhagen 1885–1886 wurde ein Zirkusgebäude (Circusbygningen) erbaut und am 8. Mai 1886 eingeweiht. Bis 1888 wurde der Zirkus von Renz bespielt.

## Circus Renz in Hamburg
1888–1889 ließ Renz in Hamburg auf einem vom Staat gemieteten Platz auf dem Heiligengeistfeld in St. Pauli, anstelle eines 1887 abgebrannten provisorischen Zirkus, einen neuen Zirkusbau errichten. Auch dieser Zirkus wurde 1897 von Franz Renz offiziell aufgelöst und das Gebäude 1898 an Albert Schumann verkauft.

## Rezeption
- Zirkus Renz ist auch der Titel eines deutschen Abenteuerfilms aus dem Jahre 1943, dessen Erstaufführung am 10. September 1943 stattfand. Die Regie führte Arthur Maria Rabenalt, und es wirkten u. a. René Deltgen (Renz), Paul Klinger (Harms), Angelika Hauff (Bettina), Gunnar Möller, Willi Rose und Alice Treff mit.
- Souvenir de Cirque Renz (Erinnerungen an Zirkus Renz) ist der Titel eines schnellen und technisch anspruchsvollen Musikstücks für Xylophon und Orchester, das zum Standard-Repertoire von Xylophonisten gehört. Komponiert wurde es um 1894[9] von Gustav Peter (1833–1919). Eine weitere musikalische Reminiszenz ist die Gavotte Circus Renz, die Hermann Fliege komponierte.[10]